# Фестиваль голодних духів
Фестиваль голодних духів, також відомий як просто Фестиваль духів (кит. 中元節 與 盂蘭盆 節 або 盂兰盆 节, пін. Yu Lan), - традиційний китайський фестиваль і свято, що відзначається не тільки китайцями, але і представниками китайських діаспор у багатьох країнах. У китайському календарі (місячно-сонячний календар) фестиваль духів доводиться на п'ятнадцяту ніч сьомого місяця за місячним календарем (на чотирнадцяту в південній частині Китаю).
У китайській культурі п'ятнадцятий день сьомого місяця за місячним календарем називають Днем Духів, і сьомий місяць в цілому розглядається як Місяць Духів (кит. 鬼 月), протягом якого привиди і духи, в тому числі померлих предків, приходять з нижнього світу. На відміну як від весняного свята Цінмін, так і від осіннього свята Чунян, більш відомого як Свято подвійної дев'ятки, в які нині живі нащадки віддають належне своїм померлим предкам. В День Духів померлі, як вважається, відвідують живих.
На п'ятнадцятий день сьомого місяця світи небес і пекла і світ живих, згідно з повір'ями, відкриті один одному, і як даоси, так і буддисти виконують ритуали, щоб полегшити страждання померлих або звільнити їх від них. Основою Місяця Духів є китайська традиція культу предків, де традиційна синівська шанобливість нащадків поширюється на їхніх предків навіть після смерті останніх. Діяльність протягом даного місяця включає в себе підготовку ритуальної їжі, призначеної для духів, горіння пахощів, а також спалювання спеціального ритуальної паперу, форм з пап'є-маше у вигляді матеріальних предметів, таких як одяг, золото та інші дрібні речі, в ім'я духів предків. Складні страви (часто вегетаріанські) готуються і подаються на порожні місця столу для кожного померлого родини, як ніби він досі живий. Культ предків - головна відмінність фестивалю Цінмін від Фестивалю Духів, оскільки останній передбачає повагу до всіх померлим, в тому числі і молодих, в той час як перший має на увазі тільки шанування померлих предків. Інші святкові заходи можуть включати в себе покупку і запуск мініатюрних паперових човнів і ліхтарів на воду, що робиться з метою вказівки напряму заблукали привидам і духам предків і іншим божествам.